# Công Tôn Long (Nho gia)
Công Tôn Long (tiếng Trung: 公孫龍; bính âm: Gongsun Long), tự Tử Thạch (子石), tôn xưng Công Tôn Tử (公孫子) người nước Sở hay nước Vệ thời Xuân thu, là một trong thất thập nhị hiền của Nho giáo.

## Cuộc đời
Công Tôn Long thường bị nhầm lẫn với học giả Danh gia Công Tôn Long sống vào cuối thời Chiến quốc. Tương truyền, tông chủ họ Trần ở nước Tề là Điền Hằng muốn đánh nước Lỗ, nhằm lấy đó làm uy hiếp các công tộc Cao, Quốc, Bào, Án. Việc này đến tai Khổng Tử cùng các học trò, Tử Lộ, Tử Trương, Tử Thạch đều xin đi nước Tề, Khổng Tử đều không đồng ý. Cuối cùng Tử Cống xin đi, Khổng Tử mới cho phép. Đây là sự kiện Tử Cống cứu Lỗ (子貢救魯).